# امامزاده محمد حنفیه
امامزاده محمد حنفیه، معروف به امامزاده قِل‌قِلی، در روستای بیورزین، استان گیلان، شهرستان رودبار، بخش عمارلو واقع است، مطابق شجره نامه موجود در بقعه و اعتقاد اهالی، امامزاده فرزند محمد حنفیه پسر علی است که به همراه پسرش سید هاشم و نیز بعدها شخصی بنام سید ابوالقاسم حمزه یکی از پسران موسی کاظم در این محل دفن هستند، بنای بقعه هشت ضلعی است و از سنگ و گچ ساخته شده و بر رویهم شامل کفش کن، یک ایوان وسیع محصور و یک اتاق یا حرم است. وسط صحن حرم یک ضریح بزرگ چوبی و مشبک وجود دارد که میان ان سه صندوق چوبی، مرقد امام‌زادگان را پوشانده‌است، چهار دیوار حرم دارای صفه‌است و چهار نور گیر کوچک مشبک روشنایی بیرون را به داخل منتقل می‌کند اهالی برای این بقعه معجزات فراوان قائلند و برای مداوای بسیاری از دردها از اقصی نقاط گیلان به این بقعه روی می‌آورند.
حاجت‌خواهان که به این امامزاده می‌آیند، مسیری را غلت می‌زنند تا حاجت بگیرند. آن‌ها جلوی ورودی امامزاده دراز می‌کشند و سپس غلت می‌زنند و از پله‌ها پایین می‌روند، همان‌طور هم غلت‌زنان به سر جای اول‌شان برمی‌گردند و معتقدند اگر در این غلت زدن آسیب نبینند، حاجت خود را می‌گیرندولی مدتی است که دیگر این کار (غلت زدن) انجام نمی‌شود.